# کارووویتسه (استان اوپوله)
کارووویتسه (به لهستانی: Karłowice) یک منطقهٔ مسکونی در لهستان است که در گمینا پوپیلوو واقع شده‌است.